# Punta Gardetta
La Punta Gardetta o Cima delle Liste (2.737 m s.l.m.) è una montagna delle Alpi Cozie situata in Valle Germanasca, nella sottosezione delle Alpi del Monginevro. Il versante orientale della montagna fa parte del Parco naturale di Conca Cialancia.

## Caratteristiche

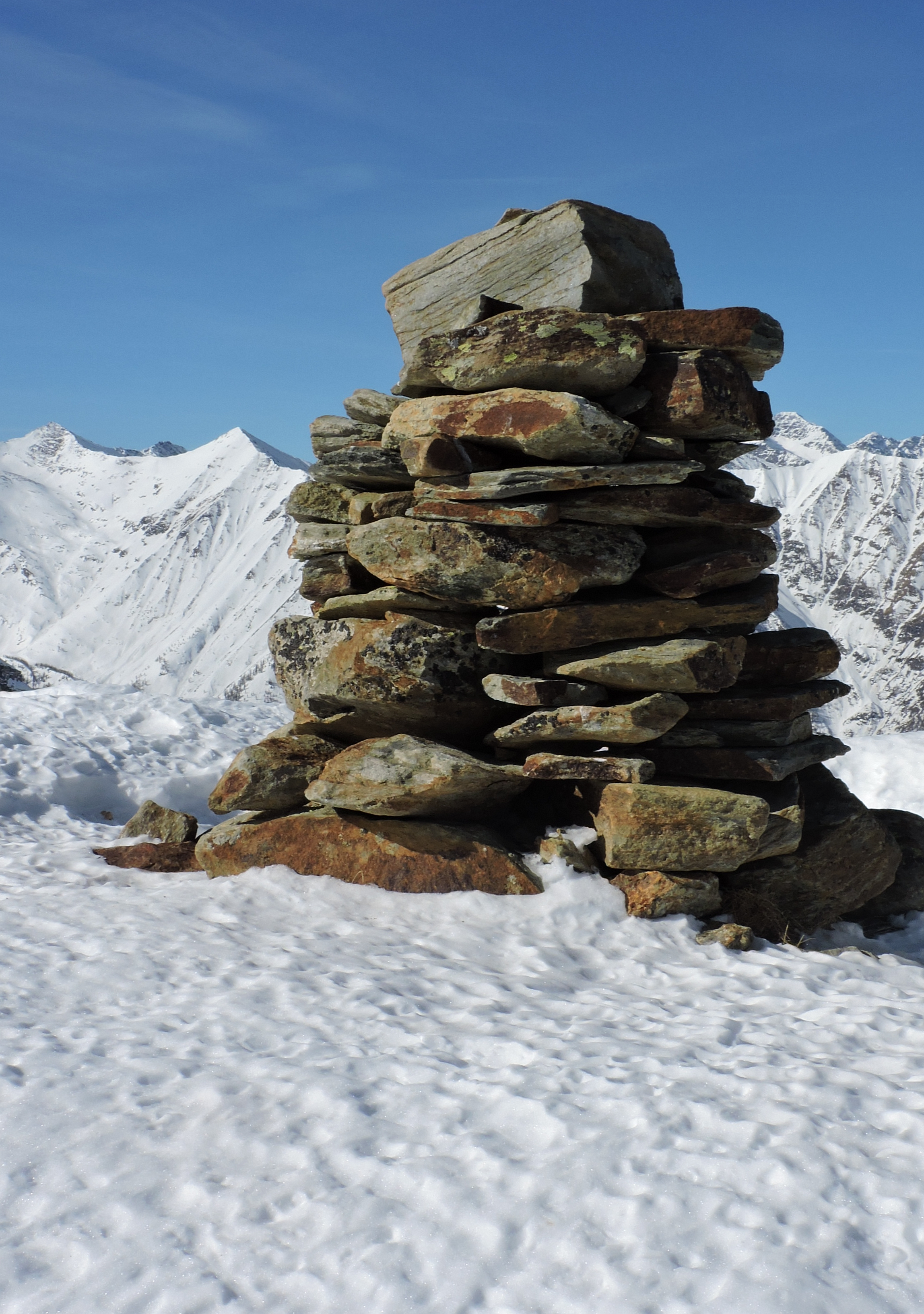
L'ometto sulla cima, a sinistra il Gran Queyron

La punta Gardetta si trova sulla costiera che divide il solco principale della val Germanasca (a ovest) dal vallone di Faetto, tributario in destra idrografica della vallata. Un colletto a quota 2355 la separa verso sud dalla Rocca Bianca, mentre verso nord-est il crinale continua con la Punta Bruta (2785 m). Amministrativamente la punta Gardetta è sul confine tra i comuni di Prali e di Perrero, entrambi appartenenti alla città metropolitana di Torino.

## Ascensione alla vetta

### Salita estiva
L'accesso alla vetta può avvenire da diverse vie con itinerari di tipo escursionistico e difficoltà valutata in E, in genere con partenza dalla val Germanasca

### Salita invernale
Note e frequentate sono anche le vie di salita invernali, praticabili con gli sci da sci alpinismo o con le ciastre, come ad esempio quella con partenza da Indiritti (Prali).

### Cartografia
- Cartografia ufficiale italiana dell'Istituto Geografico Militare (IGM) in scala 1:25.000 e 1:100.000, consultabile on line.
- Istituto Geografico Centrale - Carta dei sentieri 1:50.000 n. 1 Valli di Susa Chisone e Germanasca.

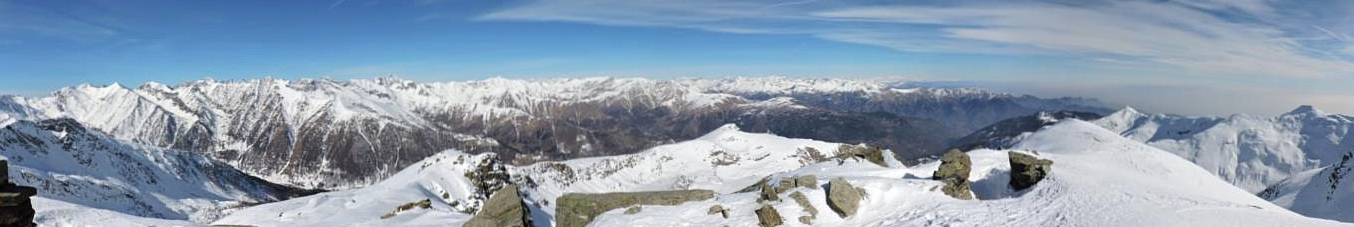
Panorama verso nord-ovest

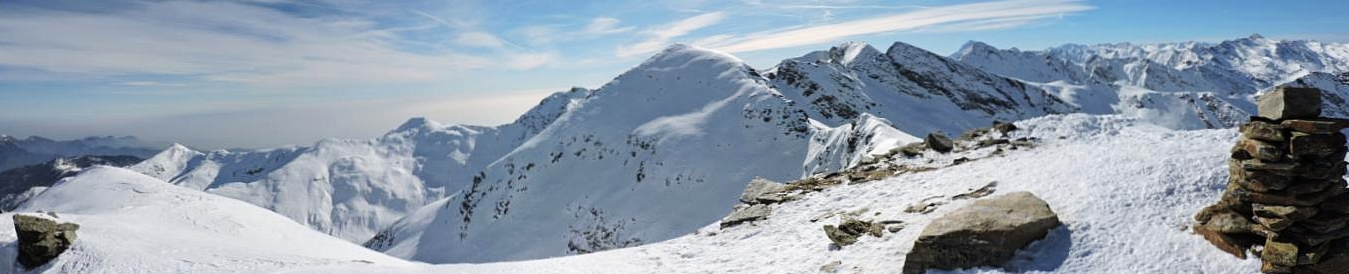
Panorama verso sud

Panorama